# Eutretini
Tribu
Synonymes
- Paracanthini Aczél, 1952[1]

Les Eutretini sont une tribu d'insectes diptères brachycères muscomorphes de la famille des Tephritidae et de la sous-famille des Tephritinae.

## Systématique
La famille des Eutretini a été créée en 1952 par le diptérologue sud-africain Hugh Kenneth Munro (d) (1894–1986).

## Liste des genres
Selon BioLib (15 avril 2022) :
- Afreutreta Bezzi, 1924
- Cosmetothrix Munro, 1952
- Cryptotreta Blanc & Foote, 1961
- Dictyotrypeta Hendel, 1914
- Dracontomyia Becker, 1919
- Eutreta Loew, 1873
- Laksyetsa Foote, 1978
- Merzomyia Korneyev, 1996
- Paracantha Coquilet, 1899
- Polymorphomyia Snow, 1894
- Pseudeutreta Hendel, 1914
- Rachiptera Bigot, 1859
- Stenopa Loew, 1873
- Tarchonanthea Freidberg & Kaplan, 1993
- Xanthomyia Phillips, 1923